# Niedergösgen
Niedergösgen är en ort och kommun i kantonen Solothurn, Schweiz. Kommunen har 4 197 invånare (2023).
Niedergösgen ligger vid floden Aare och är huvudort i distriktet Gösgen.